# David McCullough
David Gaub McCullough (ur. 7 lipca 1933 w Pittsburghu, zm. 7 sierpnia 2022 w Hingham) – amerykański pisarz i historyk, dwukrotny zdobywca Nagrody Pulitzera.

## Życiorys
Ukończył studia na Uniwersytecie Yale. Będąc studentem, poznał pisarza Thorntona Wildera. Pod wpływem tego kontaktu zdecydował się na karierę literata.
Debiutował w 1968 książką The Johnstown Flood, nad którą pracował 3 lata. Drugą książką był The Great Bridge, poświęcony mostowi Brooklińskiemu.
Dwa razy otrzymał Nagrodę Pulitzera w dziedzinie biografii i autobiografii: w 1993 dostał to wyróżnienie za książkę Truman, a w 2002 został uhonorowany za biografię John Adams. Również dwukrotnie zdobył Narodową Nagrodę Książkową – pierwszy raz za książkę o Kanale Panamskim The Path Between the Seas: The Creation of the Panama Canal (w związku z tą publikacją brał udział w dyskusji na temat kanału z prezydentem Jimmym Carterem), drugi raz za biografię prezydenta Theodore’a Roosevelta Mornings on Horseback. W 2006 roku został odznaczony Prezydenckim Medalem Wolności.
Interesował się sztuką i architekturą. Był żonaty z Rosalee Barnes McCullough, z którą miał pięcioro dzieci.

## Książki
- The Johnstown Flood (1968)
- The Great Bridge. The epic story of the building of the Brooklyn Bridge (1972)
- The Path Between the Seas. The creation of the Panama Canal 1870–1914, Simon and Schuster 1977
  - niemieckie tłumaczenie: Sie teilten die Erde: Abenteuer und Geschichte der letzten und grössten Pioniertat, die Erbauung des Panama-Kanals, Scherz Verlag, Zürich 1978
- Mornings on Horseback. The story of an extraordinary family, a vanished way of life and the unique child who became Theodore Roosevelt (1981)
- Brave Companions. Portraits in History, Simon and Schuster 1992
- Truman, Simon and Schuster 1993
- John Adams, Simon and Schuster 2001
- 1776. America and Britain at war (2005)
- In the Dark Streets Shineth: A 1941 Christmas Eve Story (2010)
- The Greater Journey. Americans in Paris, Simon and Schuster 2011
- The Wright Brothers, Simon and Schuster 2015